# مایک مک‌لاود (دونده)
مایک مک‌لاود (انگلیسی: Mike McLeod؛ زادهٔ ۲۵ ژانویهٔ ۱۹۵۲) دونده دو استقامت اهل بریتانیا بود.
وی در مسابقات کشوری و بین‌المللی در مجموع برندهٔ ۱ مدال برنز شده‌است.